# Didessa
Der Didessa ist ein linker Nebenfluss des Abbai in Äthiopien.

## Verlauf
Er entspringt in den Bergen Gommas und fließt in nordwestliche Richtung. In ihn fließen die Flüsse Wam, Enareya, Aet, Angar und Dabena. Flussabwärts der Schnittstelle mit dem Angar ist er frei von Stromschnellen und daher potentiell schiffbar.

## Hydrometrie
Die Durchflussmenge des Didessa wurde am Pegel in Arjo, bei knapp 40 % des Einzugsgebietes, in m³/s gemessen.